# 기타군 (에히메현)
기타군(일본어: 喜多郡, きたぐん)은 일본 에히메현(이요국)의 군이다.
인구 13,878명, 면적 299.43km², 인구밀도 46.3명/km².(2025년 3월 1일, 추계인구)
이하 1정으로 구성된다.
- 우치코정(内子町)

## 역사
- 2005년 1월 1일 - 우치코정, 이카자키정이 가미우케나군 오다정과 합병해 새로운 우치코정이 되었다.
- 2005년 1월 11일 - 나가하마정, 히지카와정, 가와베촌이 오즈시와 합병해 새로운 오즈시가 성립, 군에서 이탈하였다.